# Спиридонов, Николай Иванович
Никола́й Ива́нович Спиридо́нов (Тэ́ки Одуло́к, Текки Одулок, в переводе с юкагирского Маленький юкагир; 22 мая 1906, урочище Оттур-Кюёль на реке Ясачной — 14 апреля 1938, Ленинград) — юкагирский русскоязычный писатель, учёный, общественный деятель, основоположник юкагирской литературы. Первый юкагир, получивший высшее образование и учёную степень.

## Биография
Родился в урочище Оттур-Кюёль на реке Ясачной (притоке Колымы) в местности нынешнего расположения села Нелемное в многодетной юкагирской семье. В десять лет отец (Атыляхан Иполун, охотник) отвёз его в Среднеколымск. Тэки Одулок стал наёмным работником у русских и якутских купцов, окончил церковно-приходскую школу. В 19 лет приехал в Якутск. Стал членом ВКП(б). В 1925 году окончил советско-партийную школу в Якутске.
В 1931 году окончил этнографическое отделение Ленинградского университета, где занимался под руководством известного учёного, исследователя Чукотки В. Г. Тан-Богораза, и таким образом становится первым человеком с высшим образованием среди всех малых народов Севера. Участвовал в этнографических экспедициях на Чукотку и Колыму. По совету Богораза поступил в аспирантуру Института народов Севера по специальности «экономическая география». В 1934 году защитил диссертацию на учёную степень кандидата экономических наук по теме «Торговая эксплуатация юкагиров в дореволюционное время».
Наряду с научной и литературной работой вёл активную общественную деятельность. Входил в состав Якутского комитета Севера. В составе оргкомитета Дальневосточного крайисполкома ездил на Чукотку для создания Чукотского национального округа, около 7 месяцев жил среди чукчей: побывал на реке Анадырь, в бухтах Провидения и Лаврентия, в других стойбищах коренных жителей. В 1934—1936 годах был секретарём Аяно-Майского райкома партии. Возглавлял национальный сектор Хабаровского отделения Союза писателей СССР.
В 1936 году возвращается в Ленинград для защиты докторской диссертации, работал в Детгизе. В это же время он заканчивает вторую часть повести об Имтеургине-младшем и обдумывает сюжет третьей части; подготовил книгу рассказов о своей поездке по Северу в 1934–1935 годах и завершил большую научную работу по истории юкагиров. При этом один из руководителей секретарей Союза писателей В.П. Ставский отмечал в своей записной книжке: «Спиридонову написал книгу Маршак. А вторая книга — просто безграмотная!». Елена Павловна Лебедева, ученый-северовед и сотрудница «Детгиза» вспоминала, что «рукопись, которая поступила ко мне, была очень сырой, и я не собиралась давать ей ходу. Он (Тэки Одулок) всяко искал ко мне подходы, а я старалась его избегать. Я знала Спиридонова и раньше как очень меркантильного вымогателя».
30 апреля 1937 года был арестован УНКВД по Ленинградской области. Обвинён в участии в контрреволюционной повстанческой шпионской организации, связанной с японскими разведывательными органами; в подготовке вместе с другими участниками организации к вооруженному восстанию против Советской власти с целью отторжения Дальневосточного края от Советского Союза; осуществлении шпионской деятельности (статьи 58-2, 58-6 и 58-11 УК РСФСР). Приговором Военного трибунала Ленинградского военного округа (ВТ ЛВО) от 7—9 января 1938 года Спиридонов Н. И. был осуждён к высшей мере уголовного наказания — расстрелу с конфискацией имущества. Определением Военной коллегии Верховного суда СССР от 16 марта 1938 года приговор ВТ ЛВО был оставлен в силе. 14 апреля 1938 года приговор был приведён в исполнение.
Определением Военной коллегии Верховного суда СССР от 29.10.1955 Николай Спиридонов был посмертно реабилитирован.
В честь Тэки Одулока названа улица в Якутске, пос. Зырянка (Якутия) и в его родном селе Нелемное. В 1996 году имя Тэки Одулока было присвоено первой юкагирской национальной школе в Нелемном.
Адрес в Ленинграде: проспект Карла Либкнехта, дом 16/1, кв.18.
Жена — Ольга Николаевна Спиридонова (урожд. Мигалова; г.р. 1902). После ареста мужа выслана из Ленинграда вместе с сыном — Николаем (г.р.1933). Опасаясь дальнейших репрессий, Ольга Николаевна поменяла фамилию сыну на Шатунов (по фамилии своей сестры). Внук писателя — Александр Николаевич Шатунов.

## Творческая деятельность
Начал печататься ещё в 1927 году. Опубликовал ряд научных и художественных работ, в том числе статьи в первом издании Большой советской энциклопедии — «Юкагиры», «Юкагирский язык». Также писал для периодической печати. В 1930 году в журнале «Советский Север» было опубликовано этнографическое исследование «Одулы (юкагиры) Колымского округа». В 1933 году был напечатан его географо-этнографический очерк «На Крайнем Севере», где была дана небольшая характеристика экономического состояния Колымского края того времени, описаны обычаи и быт юкагиров, главной отраслью хозяйства которых являлись охота и рыболовство.
Также под впечатлением поездки на Чукотку в 1934 году Тэки Одулок написал известное произведение — повесть «Жизнь Имтеургина-старшего» о жизни чукчей в царской России. Книга издавалась три раза при жизни автора, была переведена на английский язык и опубликована в Лондоне под названием «Снежные люди», а также в Швейцарии на немецком языке под названием «Люди в снегу».